# Yuki Morgan

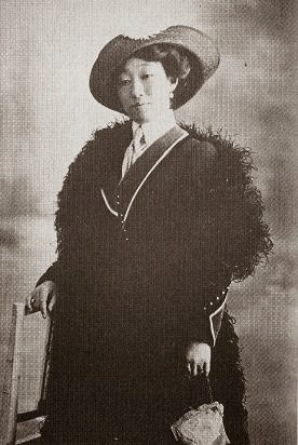
Yuki Morgan in Paris

Yuki Morgan (japanisch モルガン 雪; geboren 7. August 1881 in  Yanagibaba Gojō (Kyōto); gestorben 18. Mai 1963 in Japan) war eine japanische Geisha.

## Leben und Wirken
Yuki Morgan, auch Morgan O-Yuki genannt, wurde als vierte Tochter eines Schwertherstellers namens Katō in Kyōto geboren. Im Alter von 14 Jahren wurde sie aufgrund des Zusammenbruchs des Familienunternehmens, zusammen mit ihren drei älteren Schwestern, eine Geisha in Gion-Bezirk von Kyōto. Als sie 19 Jahre alt war, wurde sie vom wohlhabenden Amerikaner George D. Morgan entdeckt. Er bot ihr 1902 unglaubliche 40.000 Yen an und heiratete sie. Ihre Heirat war eine journalistische Sensation in den Vereinigten Staaten und in Japan.
Später ließ sich das Paar in Paris nieder, wo Yuki auch nach dem Tod ihres Mannes im Jahr 1919 blieb. Dort lebte sie mit S. Tandard (1877–1913), einem Militärmann und Linguisten, in Marseille und Nizza zusammen und kümmerte sich um die posthume Herausgabe Tandards „Dictionaire cambodgien-français“, das 1935 erschien. 1938 kehrte sie zum ersten Mal seit 33 Jahren nach Japan zurück und lebte bescheiden in Kyōto.
Nach Ausbruch des Krieges zwischen Japan und den Vereinigten Staaten weigerte sie sich, die japanische Staatsangehörigkeit anzunehmen, obwohl ihr Nachname Morgan nachteilig wurde. 1953 wurde sie katholisch getauft und unterstützte kirchliche Aktivitäten mit ihrem Vermögen. Nach dem Zweiten Weltkrieg wurde das Musical „Morgan Oyuki“ ein Hit, komponiert von der Komponistin Koshiji Fubuki (越路 吹雪; 1924–1980), produziert von Hata Toyokichi.